# Desetina
Desetina (francosko dîme, nemško Zehnt, angleško tithe) je izraz, ki v najširšem pomenu označuje moralno ali zakonsko obveznost posameznika ali gospodinjstva da deseti del svoje žetve ali prihodkov (denarja) v določenem obdobju preda določeni cerkveni (tempelj, cerkev) ali posvetni instituciji (kralj, najemodajalec, država) v smislu njenega financiranja ali vzdrževanja. V ožjem smislu se pod tem izrazom razume obveznost, ki so jo v srednjeveški Evropi imeli kmetje do katoliške cerkve ali fevdalca in je bila ena od ključnih institucij tedanjega fevdalnega sistema. Vrsta in obseg dajatve imenovane desetina, vključno prostovoljstvo ter način koriščenja tako zbranih sredstev, se je razlikovala od države do države in od različnih političnih, ekonomskih in drugih okoliščin.
Takšna dajatev je bila znana že v antiki v različnih kulturah ne samo na Bližnjem vzhodu in je bila običajna v srednjem veku do zgodnjega modernega obdobja. Kot obvezna oblika je bila na splošno ukinjena v 19. ali 20. stoletju skupaj z drugimi fevdalnimi institucijami. Zamenjal jo je prostovoljni cerkveni davek oziroma financiranje države.